# Bert Jansch
Herbert Jansch (Glasgow, 3 de novembro de 1943* / 5 de outubro de 2011†), mais conhecido por Bert Jansch, é um músico escocês, ex-integrante da banda Pentangle. Morreu aos 67, vítima de um câncer no pulmão. 
Bert Jansch, lendário compositor e guitarrista, é largamente reconhecido como um dos músicos mais influentes de todos os tempos. Desde meados dos anos 1960, foram mantidos fãs encantados pelo seu modo de tocar violão extraordinário em canções clássicas. Jimmy Page, Neil Young, Nick Drake, Johnny Marr, Bernard Butler e Beth Orton foram todos fãs, e agora ainda, outra nova geração de fãs e músicos, conduzidos por Devendra Banhart, estão descobrindo Jansch.
Bert começou a executar a sua síntese única de folk, blues e jazz na cena de clubes folk, na primeira metade dos anos 1960, tendo viajado pedindo carona a Londres da sua cidade natal de Edimburgo. O seu primeiro álbum, chamado Bert Jansch, (com um violão emprestado) foi vendido ao selo Transatlântica por 100 libras esterlinas. No seu lançamento em abril de 1965, Bert Jansch causou uma sensação com sua técnica de violão inovadora e canções poderosas e foi fenomenalmente influente, até hoje é, citado por legiões de violonistas (famosos ou não) como uma de suas principais inspirações.
“Bert Jansch” foi seguido por “It Don’t Bother Me”, e também pelo “Jack Orion”, onde Bert já explorava tratamentos inovadores da forma de balada folk tradicional – algo que ele tomou além disso com o Pentangle, o supergrupo acústico único que ele formou com John Renbourn, Jacqui McShee, Terry Cox e Danny Thompson. O Pentangle fez seis álbuns e obteve um grau sem precedentes de êxito alcançado por uma banda acústica, viajando o mundo inclusive vário aparecimento em Albert Hall, Carnegie Hall, East Fillmore e West, também.

## Discografia
Álbuns de estúdio
- 1965 – Bert Jansch
- 1965 – It Don't Bother Me
- 1966 – Jack Orion
- 1966 – Bert and John (with John Renbourn)
- 1967 – Nicola
- 1969 – Birthday Blues
- 1971 – Rosemary Lane
- 1973 – Moonshine
- 1974 – L.A. Turnaround
- 1975 – Santa Barbara Honeymoon
- 1977 – A Rare Conundrum (released 1976 in Denmark and 1977 in UK)
- 1979 – Avocet (released 1978 in Denmark and 1979 in UK)
- 1980 – Thirteen Down (credited as "The Bert Jansch Conundrum")
- 1982 – Heartbreak
- 1985 – From the Outside (only released officially in Belgium)
- 1989 – Leather Launderette (with Rod Clements)
- 1990 – Sketches
- 1990 – The Ornament Tree
- 1995 – When the Circus Comes to Town
- 1998 – Toy Balloon
- 2000 – Crimson Moon
- 2002 – Edge of a Dream
- 2006 – The Black Swan
- 2012 – Heartbreak 30th Anniversary Edition – 2-CD set, the first CD containing the classic 1982 album Heartbreak (tracks reordered), the second containing a contemporaneous solo live performance at McCabe's Guitar Shop, including some of the same tracks

Ao vivo
- 1980 – Bert Jansch Live at La Foret (released in Japan only)
- 1993 – BBC Radio 1 Live in Concert
- 1996 – Live at the 12 Bar: An Authorised Bootleg
- 1998 – Young Man Blues
- 2001 – Downunder: Live in Australia
- 2004 – The River Sessions
- 2007 – Fresh As a Sweet Sunday Morning (live concert 2006 CD/DVD)
- 2012 – Sweet Sweet Music

Singles and EPs
- 1966 – Needle of Death (EP)
- 1967 – "Life Depends on Love"/"A Little Sweet Sunshine"
- 1973 – "Oh My Father"/"The First Time I Ever Saw Your Face"
- 1974 – "In the Bleak Midwinter"/"One For Jo" (non-album A-side)
- 1975 – "Dance Lady Dance"/"Build Another Band"
- 1978 – "Black Birds of Brittany"/"The Mariner's Farewell"
- 1980 – "Time and Time"/"Una Linea Di Dolcezza"
- 1982 – "Heartbreak Hotel"/"Up to the Stars"
- 1985 – "Playing the Game"/"After the Long Night"
- 2003 – "On the Edge of a Dream"/"Walking This Road"/"Crimson Moon"

Compilações
- 1966 – Lucky Thirteen (U.S. release containing tracks from Jansch's two UK LP's.)
- 1969 – Bert Jansch: The Bert Jansch Sampler
- 1972 – Box Of Love: The Bert Jansch Sampler Volume 2
- 1978 – Bert Jansch—Anthology (Transatlantic MTRA 2007)
- 1986 – Strolling Down The Highway
- 1992 – The Gardener: Essential Bert Jansch
- 1993 – Three Chord Trick
- 1997 – Blackwater Side
- 2000 – Dazzling Stranger: The Bert Jansch Anthology
- 2011 – Angie : The Collection

DVD
- 2007 – Fresh As a Sweet Sunday Morning (live concert 2006)  -  Portal da música
  -  Portal da Escócia